# Music Information Center Austria
Das mica – music information center austria wurde auf Initiative der Republik Österreich 1994 als unabhängiger, gemeinnütziger Verein gegründet. 
Vereinsziele sind
- die Bereitstellung von Informationen über das Musikleben Österreichs sowie die Forschung auf dem Gebiet der Gegenwartsmusik
- die Unterstützung der in Österreich lebenden zeitgenössischen Musikschaffenden durch Beratung und Information
- die Verbreitung heimischen Musikschaffens durch Promotion im In- und Ausland
- die Verbesserung der Rahmenbedingungen des Musikschaffens in Österreich

## Mitgliedschaften
Das mica ist Mitglied folgender Organisationen
- European Music Office (EMO)
- International Association of Music Information Centres (IAMIC)
- Internationale Vereinigung der Musikbibliotheken, Musikarchive und Musikdokumentationszentren sowie des
- Internationalen Musikrates